# Hainanpotamon auriculatum
Hainanpotamon auriculatum is een krabbensoort uit de familie van de Potamidae. De wetenschappelijke naam van de soort is voor het eerst geldig gepubliceerd in 2008 door Yeo & Naruse.